# Geiersthal (Ort)
Geiersthal ist der namensgebende Ort der Gemeinde Geiersthal, Landkreis Regen im Bayerischen Wald.

## Geschichte
Die erste nachweisbare Nennung des Ortes stammt aus dem Jahr 1209. Im Pfarreienverzeichnis des Bistums Regensburg aus dem Jahr 1286 wird auch die Pfarrei Geiersthal erwähnt. Die Urpfarrei zählte um 1300 einschließlich Geiersthal 13 Orte, die bis Mitte des 18. Jahrhunderts auf 50 Ortschaften anwuchsen. Geiersthal gehörte zum Rentamt Straubing und zum Landgericht Viechtach des Kurfürstentums Bayern. 
Aus Geiersthal stammt der Jurist Friedrich Freiherr v. Wulffen (1790–1858). Er war von 1843 bis 1846 Regierungspräsident von Niederbayern und gehörte 1848/49 als Mitglied des rechten Zentrums zur Frankfurter Nationalversammlung. Ab 1855 war er Präsident des höchsten Gerichts in Bayern, des Oberappellationsgerichtshofes in München.  
Seit 1886 liefen Verhandlungen, den Pfarrsitz von Geiersthal nach Teisnach zu verlegen, das seit Gründung der Papierfabrik Teisnach 1881 zum bedeutendsten Ort der Pfarrei geworden war. Schließlich erbaute man in Teisnach eine neue Pfarrkirche, während das Langhaus der baufälligen Geiersthaler Pfarrkirche unter Polizeischutz abgerissen wurde. Die verbliebene Apsis wurde zur Friedhofskapelle umfunktioniert. Im Jahr 1903 war die Verlegung des Pfarrsitzes nach Teisnach vollzogen.